# Xanthias gilbertensis
Xanthias gilbertensis är en kräftdjursart som beskrevs av Heinrich Balss 1938. Xanthias gilbertensis ingår i släktet Xanthias och familjen Xanthidae. Inga underarter finns listade i Catalogue of Life.